# Pelecinus

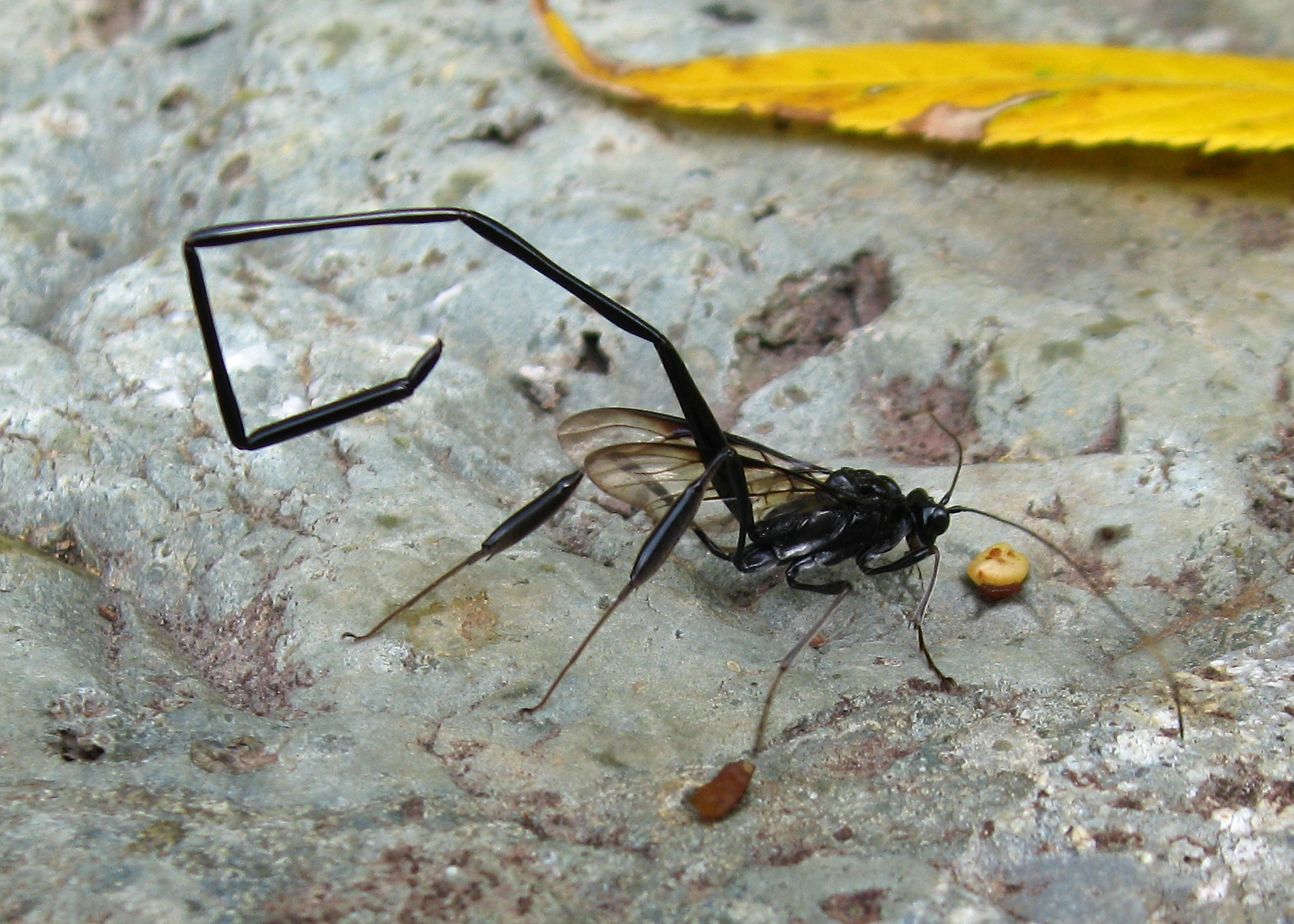
Pelecinus polyturator

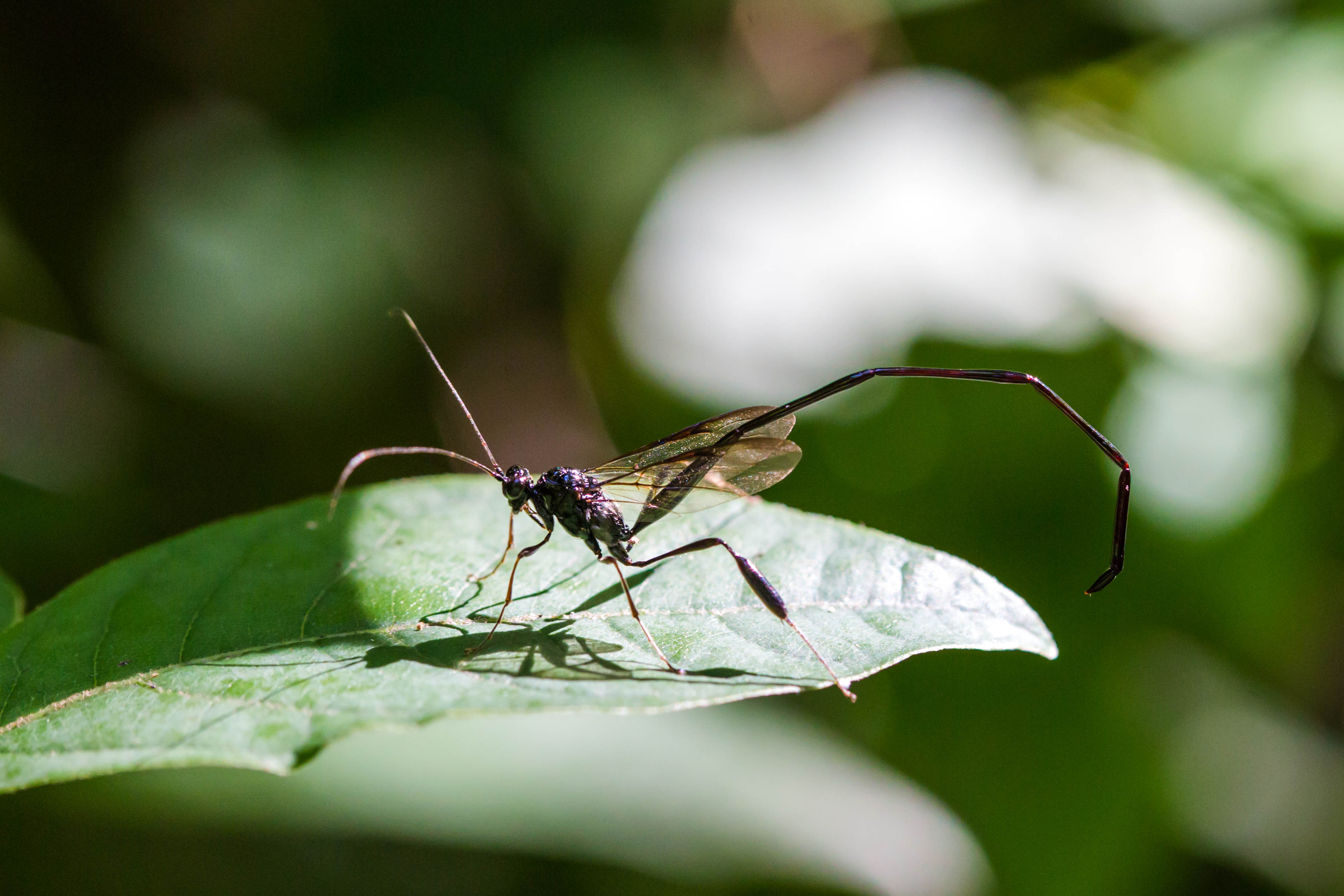
Pelecinus sp.

Pelecinus (лат.) — род наездников из семейства Pelecinidae. Паразитируют на личинках пластинчатоусых жуков, развивающихся под землёй. Очень крупные наездники с общей длиной тела до 9 см. Обладают тонким и очень длинным и изогнутым брюшком. Известно 3 американских вида.

## Распространение
Встречаются только в Западном полушарии. Один вид широко распространён по всему в Новому Свету: Pelecinus polyturator встречается от Северной Америки до Южной. Крайние северные точки ареала достигают южных границ провинций Канады, а на юге — до Аргентины, Боливии, Бразилии и Перу на высотах до 3000 м. Два других вида встречаются локально: Pelecinus thoracicus в Мексике и Pelecinus dichrous в некоторых странах Южной Америки. Несколько географических указаний оказались ошибочными. В 1773 году Друри в оригинальном описании Ichneumon polyturator ошибочно указал Ямайку. Эта ошибка была усилена в тринадцатом издании «Системы природы» (1790), где вместо Вест-Индии была указана Индия. Затем уже в XX веке были ошибочные указания из Австралии и Малайзии.

## Описание

### Морфология
Один из крупнейших представителей группы наездников и всего отряда перепончатокрылые. Имеют сильно удлинённое, нитеобразное тело. Обладающие сильно вытянутым брюшком самки некоторых видов в длину достигают 9 см. Самцы много мельче, как правило, около 15 мм. Основная окраска чёрная, красновато-коричневая (кончики усиков до жёлтого); покровы тела блестящие. Длина самок варьирует от 20 до 90 мм (без учёта усиков), типично — около 5 см. Длина крыльев от 6,5 до 20,8 мм. Усики 14-члениковые у самок и самцов (второй членик шаровидный, а с третьего по четырнадцатый имеют вытянутую цилиндрическую форму). Нижнечелюстные щупики 5-члениковые, а нижнегубные щупики состоят из 3 сегментов. Жвалы с двумя зубцами. Глаза крупные, три оцеллия развиты. Формула голенных шпор 1-2-2. Задние голени утолщённые. Переднее крыло только с двумя трубчатыми жилками, C и Sc+R в своём основании; костальная ячейка открытая; стигма узкая, продолговатая; жилка Rs апикально с двумя расходящимися ветвями Rs1 и Rs2; медиальная ячейка трапециевидная; медиальная жилка M проходит от апикального края крыла и по-крайней мере до дистальной половины крыла (но не достигая медиальной ячейки); заднее крыло без трубчатых жилок. Самцы отличаются коротким брюшком, светлыми задними лапками (со второго по пятый задние тарзомеры от белого до светло-коричневого).

### Биология
Летают медленно и на небольшой высоте. Вылет имаго наблюдается с конца лета до ранней осени в северных и южных окраинах ареала и почти круглогодично в тропиках. Самки Pelecinus откладывают яйца в живущих почве личинок пластинчатоусых жуков из родов Phyllophaga и Podischnus (Scarabaeidae, Coleoptera). Единственные известные находки жуков-хозяев указаны для вида P. polyturator: это виды хрущей Phyllophaga anxia (LeConte), P. drakei Kirby, P. futilis (LeConte), P. rugosa (Melsheimer) (из подсемейства Melolonthinae, Scarabaeidae) и дупляки Podischnus agenor Olivier (из подсемейства Dynastinae, Scarabaeidae).
В 1928 году был впервые описан феномен географического партеногенеза (Brues, 1928): тропические популяции были бисексуальными по составу, а в условиях умеренного климата преобладали одни только самки. Позднее исследования показали, что доля самцов там не превышает 4 %, а популяции в Канаде и США телитокические.

## Систематика
Известно 3 вида. Род был впервые выделен в 1800 году французским энтомологом Пьером Андре Латрейем и первоначально включал единственный вид Ichneumon polyturator. Два других вида были описаны в первой половине XIX века. Систематическое положение рода и семейства среди других перепончатокрылых долгое время вызывало вопросы. В 1933 году австрийский гименоптеролог Антон Хандлирш даже выделил их в отдельное надсемейство Pelecinoidea. Однако большинство специалистов включают их в состав надсемейства проктотрупоидных наездников (Proctotrupoidea). Филогенетический анализ родов семейства Pelecinidae показал, что Pelecinus близок по строению к ископаемым родам † Pelecinopteron Brues, 1933 и † Henopelecinus Engel et Grimaldi, 2006, а вместе они образуют кладу сестринскую к † Protopelecinus Zhang et Rasnitsyn, 2004.
- Pelecinus Latreille, 1800
  - Pelecinus dichrous Perty, 1833
  - Pelecinus polyturator (Drury, 1773)
  - Pelecinus thoracicus Klug, 1841